# أبي غراهام
أبي غراهام (بالإنجليزية: Abbie Graham)‏ هي كاتِبة أمريكية، ولدت في 28 مايو 1889، وتوفيت في 11 فبراير 1972.